# Mon ange (film, 2004)
Pour les articles homonymes, voir Mon ange.
Pour plus de détails, voir Fiche technique et Distribution.
Mon ange est un film franco-belgo-néerlandais réalisé par Serge Frydman, tourné en 2004 et sorti en 2005.

## Synopsis
Colette, une femme amoureuse, reçoit en pleine nuit un appel téléphonique. Une inconnue lui demande un service en forme d'appel au secours : aller chercher son petit garçon et le lui amener. Mais ce garçon, un dénommé Billy, dont Colette se retrouve à aller prendre livraison, navigue aux frontières de cette période dite ingrate, celle où l'on recherche avidement le contact, poussé par un désir vague et l'inconnu de l'avenir. Avenir d'autant plus incertain que Billy ne va pas tarder à devenir orphelin et Colette à ne plus savoir comment se débarrasser de cet obstacle qui l'a déviée de sa route, celle qui menait droit à l'amour.

## Fiche technique
Sauf indication contraire, les informations mentionnées dans cette section peuvent être confirmées par la base de données cinématographiques Unifrance,  présente dans la section « Liens externes ».
- Titre original : Mon ange
- Réalisation et scénario : Serge Frydman
- Musique : Colin Towns
- Décors : Pierre-François Limbosch
- Costumes : Charlotte Betaillole
- Photographie : Vilko Filač
- Son : Marc-Antoine Beldent, Jean-Charles Liozu, Matthieu Bricout
- Montage : Valérie Deseine et Philippe Bourgueil
- Production : Claudie Ossard
  - Production exécutive : Koen Plate (Pays-Bas)
  - Production déléguée : Jean-Luc Van Damme
  - Production associée : Ian Ginn
  - Coproduction : Hans De Weers
- Sociétés de production[1] :
  - France : MK2 Productions et Victoires Productions, en association avec Backup Media
  - Belgique : Milly Films
  - Pays-Bas : Egmond Film & Television
- Sociétés de distribution : MK2 Productions (France) ; Les Films de l'Elysée (Belgique)
- Budget : 5 333 801 €[2]
- Pays de production :  France,  Belgique,  Pays-Bas
- Langue originale : français
- Format : couleur - 35 mm - 1,85:1 (Panavision) - son Dolby SRD
- Genre : drame
- Durée : 94 minutes
- Dates de sortie[3] :
  - France, Suisse romande : 19 janvier 2005[4]
  - Belgique : 16 février 2005[5]
- Classification[6] :
  - France : tous publics[7]
  - Belgique : tous publics (Alle Leeftijden)[5]
  - Suisse romande : interdit aux moins de 14 ans[8]

## Distribution
- Vanessa Paradis : Colette
- Vincent Rottiers : Billy
- Eduardo Noriega : Romain
- Éric Ruf : Kovarski
- Claude Perron : Peggy
- Thomas Fersen :  le client du café
- Véronique Dumont : Tulipe

## Distinctions

### Nominations
- Trophées Jeunes Talents 2006 : Jeune comédien(ne) cinéma pour Vincent Rottiers.

## Commentaire
Serge Frydman a écrit pour Patrice Leconte et Vanessa Paradis, le scénario de La Fille sur le pont et a décidé de franchir le pas entre le stade de l'écriture et celui de la réalisation, poussé par sa productrice Claudie Ossard. Propre metteur en scène de ses écrits et de ses émotions, il a retranscrit son monde imaginaire rempli de poésie, de belles images et de personnages singuliers et envoûtants.